# Soplica
Soplica ([sɔplitsa]) là một trong những nhãn hiệu vodka nguyên chất và có hương vị lâu đời nhất Ba Lan, được sản xuất lần đầu tiên vào năm 1891 (trong một nhà máy được mở cửa từ năm 1888). Mặc dù nguồn gốc của vodka Ba Lan có thể bắt đầu từ đầu thế kỷ thứ 8, thì Soplica là một trong những nhãn hiệu vodka được sản xuất công nghiệp lâu đời nhất trong nước. Chẳng hạn như Żubrówka (vodka) dựa trên một công thức cũ hơn so với Soplica (có từ thời Liên bang Ba Lan và Lietuva) nhưng chỉ tồn tại như một nhãn hiệu sản xuất công nghiệp từ những năm 1920.

## Lịch sử
Cha đẻ của vodka Soplica là Bolesław Michał Kasprowicz, người đã lập nên Fabryka Wódek i Likierów w Gnieźnie (Nhà máy Vodka và Rượu mùi ở Gniezno) vào năm 1888. Những chai Soplica đầu tiên được sản xuất vào năm 1891, như được minh chứng bởi bản sao của chai rượu hiện lưu giữ tại Muzeum Początków Państwa Polskiego w Gnieźnie (Bảo tàng Nguồn gốc Nhà nước Ba Lan ở Gniezno) cho đến ngày nay. Kasprowicz đến từ thị trấn Czempiń ở Wielkopolskie voivodeship. Khi bắt đầu nhà máy chưng cất của mình ở Gniezno, ông nhanh chóng trở thành một trong những nhà tiên phong kinh doanh rượu thời bấy giờ. Ba năm sau khi bắt đầu công việc, vào năm 1891, Kasprowicz giới thiệu chai vodka Soplica trong suốt với thị trường Ba Lan. Chỉ trong vòng vài năm, cơ sở sản xuất ở Gniezno trở thành một doanh nghiệp lớn, sản xuất hơn 3 bồn rượu mạnh nguyên chất mỗi tuần.
Trong Chiến tranh thế giới thứ nhất, nhà máy của Kasprowicz ở Gniezno tạm ngừng hoạt động và bản thân Kasprowicz cũng tham gia vào các nỗ lực toàn quốc để giành lại độc lập cho Ba Lan với tư cách là một nhà nước có chủ quyền sau 123 năm dưới sự cai trị của nước ngoài. Từ khi thành lập nhà máy chưng cất cho đến năm 1913, các loại vodka và rượu mùi của Kasprowicz đã nhận được 73 giải thưởng lớn nhỏ (bao gồm 4 huy chương vàng) trên thị trường Ba Lan và nước ngoài. Ông trở thành nhân vật quan trọng của thành phố, cuối cùng nhậm chức chủ tịch thành phố Gniezno vào năm 1919. Đến năm 1920, ông mới trở lại vai trò quản lý nhà máy của mình. Khoảng thời gian Đức chiếm đóng Ba Lan trong Chiến tranh thế giới thứ hai, Kasprowicz bị phát xít Đức trục xuất đi Warszawa và mất ở đó năm 1943.
Các công thức được sử dụng cho các loại vodka và rượu mùi Soplica do Kasprowicz tự phát triển. Ông là tác giá của nhiều công thức độc đáo được viết tay và ghi lại trong cuốn sách có tên gọi recepturarz. Toàn bộ các sản phẩm do Kasprowicz tạo ra đều được đánh dấu bằng các chữ cái đầu B.K. cũng như hình ảnh của một con cá chép. Tên gọi của toàn bộ sản phẩm từ nhà máy của ông đều có liên quan đến truyền thống của Ba Lan và văn học. Thói quen này đã tồn tại trong nhiều năm, thậm chí hiện nay trên các nhãn của các phiên bản vodka Soplica hiện đại vẫn có hình ảnh của một dworek (Trang viên của giới quý tộc Ba Lan) (trang viên trong lịch sử thuộc sở hữu của szlachta Ba Lan) – tham chiếu đến bản hùng ca dân tộc Ngài Tadeusz của Adam Mickiewicz.
Trong 50 năm đầu tồn tại của nhà máy (1888–1939), hãng của Kasprowicz giành được 93 huy chương và danh hiệu chất lượng cho các sản phẩm của mình. Kể từ năm 2009, phiên bản nguyên chất ban đầu của Soplica cũng như các loại rượu hương vị khác cũng đã giành được nhiều giải thưởng trong các cuộc thi của các chuyên gia cũng như của người tiêu dùng. Hiện này, nhãn hiệu Soplica do CEDC có trụ sở tại Ba Lan sở hữu. Mặc dù CEDC đã được Russian Standard Corporation mua lại vào năm 2013, nhưng các sản phẩm của công ty, bao gồm cả Soplica, vẫn được người Ba Lan làm bằng các phương pháp truyền thống của họ. Đặc biệt hơn, các sản phẩm Soplica được sản xuất bởi Polmos Łańcut ở thành phố Łańcut thuộc Podkarpackie phía đông nam Ba Lan.

## Các dòng sản phẩm

Soplica nalewka hạt phỉ

Ngày nay, Soplica cho ra đời các sản phẩm khác nhau. Có các loại vodka Soplica truyền thống với 40% ABV. Một loại rượu mạnh 60% ABV được bán riêng. Cũng có những loại hương vị đa dạng (thường được biết đến trong tiếng Ba Lan là nalewki, số ít là nalewka) có ABV thấp hơn 30%. Mười ba loại đồ uống được chưng cất như một phần của nhãn hiệu gồm có:
Vodka
- Soplica Szlachetna Wódka – Soplica Vodka Quý tộc (vodka nguyên chất)[7]
- Soplica Staropolska – Soplica Cổ của Ba Lan[8]
- Soplica Spirytus Nalewkowy – Rượu mạnh Soplica Nalewka[9]

Nalewka
- Soplica Malinowa – Soplica Mâm xôi [10]
- Soplica Orzech Laskowy – Soplica Quả phỉ [11]
- Soplica Wiśniowa – Soplica Anh đào [12]
- Soplica Pigwowa – Soplica Mộc qua Kavkaz [13]
- Soplica Czarna Porzeczka – Soplica Lý chua đen [14]
- Soplica Śliwkowa – Soplica Mận [15]
- Soplica Orzech Włoski – Soplica Óc chó [16]
- Soplica Truskawkowa – Soplica Dâu tây [17]
- Soplica Jagodowa – Soplica Việt quất [18]
- Soplica Mirabelkowa – Soplica Mận tây [19]